# Ахцу (ущелье)
Ахцу́ — ущелье на Кавказе, на территории Адлерского района города Сочи в Краснодарском крае.

## Название
Существует несколько версий происхождения названия этого ущелья: от абхазского Аахыц — «южный склон»; от абхазского Ахуаца — «горное место». Есть так же предположение, что название переводится как «зуб», «клык» (острая скала, вершина). По другой версии название абазинское и означает «место, где ударила молния».

## История
Поднятие известнякового пласта началось около 20 млн лет назад и продолжается сегодня. Но, вздымаясь, хребет Ахцу начал преграждать путь горной реке Мзымте. По мере поднятия хребта река прорезала в нем сквозное ущелье. На 34 километре пути находится самое узкое место ущелья. Громадная серая скала, отделённая от основного массива трещиной, нависла над клокочущей рекой, грозя запереть её своей тяжестью. В этом месте 13 января 1968 г. произошёл обвал, перекрывший реку, и возникло озеро глубиной до 18 м. Через 5—7 лет река размыла образовавшуюся запруду, и озеро исчезло.

## Местонахождение
Находится на одном из участков долины р. Мзымта и речки Ахцу (правый приток Мзымты). Вход в ущелье, если двигаться от Адлера в сторону Красной Поляны, находится возле села Монастырь.

## Описание
Пласты известняка мощностью не менее тысячи метров, отложенные на дне верхнеюрского моря более ста миллионов лет назад, изогнуты в виде гигантского свода и подняты почти на километровую высоту.
Его длина 3 км, глубина в самом глубоком месте 800 м, ширина по дну 20-30 м. Это один из глубочайших шрамов, рассекающих лицо Кавказа. Дорога идёт по каменному карнизу, вырубленному на отвесной стене ущелья. С одной стороны шершавая скала известняка взлетает на головокружительную высоту, с другой — опрокидывается в мрачную пропасть где глухо шумит река Мзымта.

### Состав почвы
Сложен рифогенными известняками.

### Флора
На всей поверхности ущелья в основном произрастают широколиственные, буковые и пихтовые леса, насыщенные органическими веществами. Плотность леса высока, за счёт хорошего процента влажности.

### Фауна
В русле реки Мзымты в пределах ущелья находились хорошие места нереста лососёвых рыб. Черноморский лосось достигает длины 110 см и веса более 25 кг. Он заходит в реку в марте — мае, а нереститься начинает с середины октября. Самка, готовясь метать икру, устраивает в гальке специальное гнездо. Отнерестившись, черноморский лосось в отличие от других лососёвых не погибает, а ещё в течение нескольких лет заходит в реку для нереста. Молодь уходит в море на втором году жизни.